# Lista över avsnitt av Polisen i Strömstad
Detta är en avsnittsguide till serierna som ingår i serien Polisen i Strömstad.

## Säsongsöversikt
| Säsong | Säsong | Titel                           | År   | Avsnitt | Avsnitt | Originalvisning       | Originalvisning      | Originalvisning |
| Säsong | Säsong | Titel                           | År   | Avsnitt | Avsnitt | Första sändningsdatum | Sista sändningsdatum | Originalkanal   |
| ------ | ------ | ------------------------------- | ---- | ------- | ------- | --------------------- | -------------------- | --------------- |
|        | 1      | Polisen som vägrade svara       | 1982 | 4       | 4       | 21 januari            | 11 februari          | SVT1            |
|        | 2      | Polisen som vägrade ge upp      | 1984 | 4       | 4       | 31 mars               | 21 april             | SVT1            |
|        | 3      | Polisen som vägrade ta semester | 1988 | 4       | 4       | 26 oktober            | 16 november          | SVT2            |
|        | 4      | Polisen och domarmordet         | 1993 | 4       | 4       | 10 mars               | 31 mars              | SVT2            |
|        | 5      | Polisen och pyromanen           | 1996 | 5       | 5       | 29 mars               | 26 april             | SVT2            |

## Avsnitt

### Polisen som vägrade svara(1982)
| Nr i serien | Nr i säsongen | Titel   | Regissör     | Manus                         | Originalvisning  |
| ----------- | ------------- | ------- | ------------ | ----------------------------- | ---------------- |
| 1           | 1             | "Del 1" | Arne Lifmark | Gösta Unefäldt & Arne Lifmark | 21 januari 1982  |
| 2           | 2             | "Del 2" | Arne Lifmark | Gösta Unefäldt & Arne Lifmark | 28 januari 1982  |
| 3           | 3             | "Del 3" | Arne Lifmark | Gösta Unefäldt & Arne Lifmark | 4 februari 1982  |
| 4           | 4             | "Del 4" | Arne Lifmark | Gösta Unefäldt & Arne Lifmark | 11 februari 1982 |

### Polisen som vägrade ge upp(1984)
| Nr i serien | Nr i säsongen | Titel   | Regissör     | Manus                         | Originalvisning |
| ----------- | ------------- | ------- | ------------ | ----------------------------- | --------------- |
| 5           | 1             | "Del 1" | Arne Lifmark | Gösta Unefäldt & Arne Lifmark | 31 mars 1984    |
| 6           | 2             | "Del 2" | Arne Lifmark | Gösta Unefäldt & Arne Lifmark | 7 april 1984    |
| 7           | 3             | "Del 3" | Arne Lifmark | Gösta Unefäldt & Arne Lifmark | 14 april 1984   |
| 8           | 4             | "Del 4" | Arne Lifmark | Gösta Unefäldt & Arne Lifmark | 21 april 1984   |

### Polisen som vägrade ta semester(1988)
| Nr i serien | Nr i säsongen | Titel   | Regissör     | Manus                         | Originalvisning  |
| ----------- | ------------- | ------- | ------------ | ----------------------------- | ---------------- |
| 9           | 1             | "Del 1" | Arne Lifmark | Gösta Unefäldt & Arne Lifmark | 26 oktober 1988  |
| 10          | 2             | "Del 2" | Arne Lifmark | Gösta Unefäldt & Arne Lifmark | 2 november 1988  |
| 11          | 3             | "Del 3" | Arne Lifmark | Gösta Unefäldt & Arne Lifmark | 9 november 1988  |
| 12          | 4             | "Del 4" | Arne Lifmark | Gösta Unefäldt & Arne Lifmark | 16 november 1988 |

### Polisen och domarmordet(1993)
| Nr i serien | Nr i säsongen | Titel   | Regissör     | Manus                         | Originalvisning |
| ----------- | ------------- | ------- | ------------ | ----------------------------- | --------------- |
| 13          | 1             | "Del 1" | Arne Lifmark | Gösta Unefäldt & Arne Lifmark | 10 mars 1993    |
| 14          | 2             | "Del 2" | Arne Lifmark | Gösta Unefäldt & Arne Lifmark | 17 mars 1993    |
| 15          | 3             | "Del 3" | Arne Lifmark | Gösta Unefäldt & Arne Lifmark | 24 mars 1993    |
| 16          | 4             | "Del 4" | Arne Lifmark | Gösta Unefäldt & Arne Lifmark | 31 mars 1993    |

### Polisen och pyromanen(1996)
| Nr i serien | Nr i säsongen | Titel   | Regissör     | Manus                         | Originalvisning |
| ----------- | ------------- | ------- | ------------ | ----------------------------- | --------------- |
| 17          | 1             | "Del 1" | Arne Lifmark | Gösta Unefäldt & Arne Lifmark | 29 mars 1996    |
| 18          | 2             | "Del 2" | Arne Lifmark | Gösta Unefäldt & Arne Lifmark | 5 april 1996    |
| 19          | 3             | "Del 3" | Arne Lifmark | Gösta Unefäldt & Arne Lifmark | 12 april 1996   |
| 20          | 4             | "Del 4" | Arne Lifmark | Gösta Unefäldt & Arne Lifmark | 19 april 1996   |
| 21          | 5             | "Del 5" | Arne Lifmark | Gösta Unefäldt & Arne Lifmark | 26 april 1996   |